# Ève Lemieux
Ève Lemieux est une comédienne et auteure québécoise, née le 18 juillet 1990.

## Filmographie[2]

### Télévision
- 1998 - 2003 : Macaroni tout garni : Julie
- 2001 : Bric à brac : Émilie Vaillant
- 2001 : Catherine : Cynthia
- 2001 : Conte de Noël : Marianne Dumoulin
- 2002 : Les Super Mamies : Joséphine Caillé
- 2005 - 2011 : Providence : Lili-Mai Lavoie
- 2006 - 2007 : François en série : la rebelle en elle
- 2009 - 2011 : Les Rescapés : Jeanne Boivin
- 2011 : Tactik : Marion
- 2012 - 2014 : L'Appart du 5e : Soleil Bouchard
- 2017 : Marche à l'ombre : Charlie
- 2018 : Fugueuse : Joanie
- 2019 : Une autre histoire : Jessica
- 2021 : Alertes : Corinne Vaillancourt
- 2021 : Chaos : Justine
- 2021 : Campus : Myriam Levy

### Cinéma
- 2002 : La Mystérieuse Mademoiselle C. : Marie « la punaise » Laforest
- 2014 : Du cœur au ventre (court-métrage) : Dada
- 2014 : Ceci n’est pas un polar : Laurie[1]
- 2014 : Saule : Sabrina
- 2016 : Anime[3]